# Teško meni sa tobom, a još teže bez tebe
Teško meni sa tobom, a još teže bez tebe drugi je studijski album grupe Merlin iz 1986. godine u izdanju diskografske kuće Diskoton. Album je snimljen u studiju "Blap", a miksan u Studiju 1 RTV Sarajevo. Sve pjesme je napisao Dino Merlin a album su producirali Brano Likić, Neno Jeleč i Vetko Šalaka.

## Popis pjesama
| Broj | Pjesma                                   | Autor       | Producent                |  |
| ---- | ---------------------------------------- | ----------- | ------------------------ |  |
| 1    | Dođi il' me se prođi                     | Dino Merlin | Dino Merlin, Brano Likić |  |
| 2    | Teško meni s tobom (a još teže bez tebe) | Dino Merlin | Dino Merlin, Brano Likić |  |
| 3    | Cijela Juga jedna avlija                 | Dino Merlin | Dino Merlin, Brano Likić |  |
| 4    | Ne budi me Seno                          | Dino Merlin | Dino Merlin, Brano Likić |  |
| 5    | Sibirska                                 | Dino Merlin | Dino Merlin, Brano Likić |  |
| 6    | Nek' padaju ćuskije                      | Dino Merlin | Dino Merlin, Brano Likić |  |
| 7    | Mama, neću da sam živ                    | Dino Merlin | Dino Merlin, Brano Likić |  |
| 8    | Uspavanka za Gorana B.                   | Dino Merlin | Dino Merlin, Brano Likić |  |
| 9    | E, otkad mi se nisi javila               | Dino Merlin | Dino Merlin, Brano Likić |  |
| 10   | Lažu me                                  | Dino Merlin | Dino Merlin, Brano Likić |  |